# ويليام واترس بويس
ويليام واترس بويس (بالإنجليزية: William Waters Boyce)‏ هو سياسي أمريكي، ولد في 24 أكتوبر 1818 في تشارلستون في الولايات المتحدة، وتوفي في 3 فبراير 1890 في مقاطعة فيرفاكس في الولايات المتحدة. حزبياً، نشط في الحزب الديمقراطي. وقد انتخب عضو مجلس النواب الأمريكي.